# Rashid bin Ahmed Al Mu'alla II
El jeque Rashid bin Ahmed Al Mu'alla II (Umm Al Quwain, 1932 - Londres, 2 de enero de 2009) fue el gobernante de Umm Al Quwain de 1981 a 2009. Su reinado comenzó cuando sucedió a su padre, el jeque Ahmed bin Rashid Al Mu'alla el 21 de febrero de 1981.
Murió el 2 de enero de 2009 en Londres. En el país se declaró una semana de lutodonde la bandero ondeó a media asta. Su hijo Sa'ud bin Rashid Al Mu'alla sucedió a su padre, convirtiéndose en emir de Al Quwain el 2 de enero de 2009.